# Titus Canyon

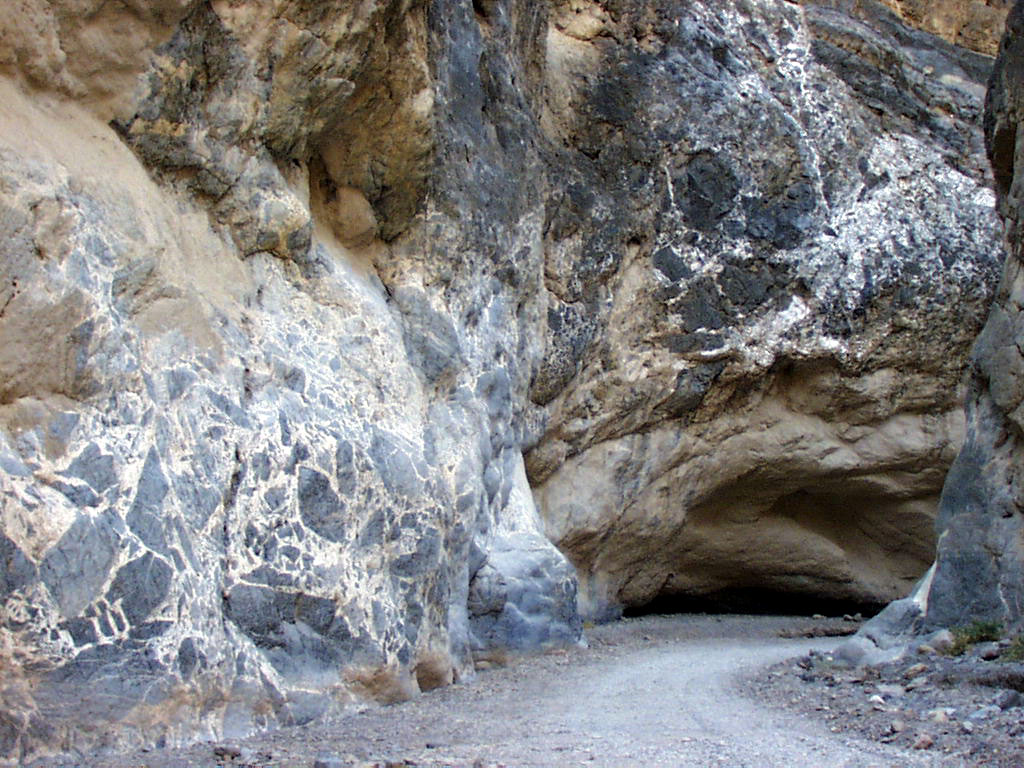
Titus Canyon

Il Titus Canyon è una stretta gola tagliata nelle ripide pareti delle Grapevine Mountains che si trovano ad Est della Valle della Morte nel Deserto del Mojave nel sud-Est della California. Nella gola sono presenti rocce calcaree, petroglifi e fauna selvatica di vario tipo.
I Nativi americani Timbisha incisero dei petroglifi su alcune delle rocce all'interno del canyon in particolare nelle vicinanze di sorgenti ed altri punti di interesse. Nella gola sono presenti diversi tipi di fiori come la Datura wrightii. Sono presenti esemplari di bighorn del deserto.